# Бруно Ечагарай
Бруно Ечагарай (ісп. Bruno Echagaray; нар. 8 травня 1983) — колишній мексиканський тенісист.
Найвищу одиночну позицію світового рейтингу — 156 місце досяг 18 червня 2007, парну — 162 місце — 7 червня 2004 року.
Завершив кар'єру 2010 року.

## Юніорські фінали турнірів Великого шолома

### Парний розряд: 1 (1 поразка)
| Результат | Рік  | Турнір               | Покриття | Партнер           | Суперники                        | Рахунок  |
| --------- | ---- | -------------------- | -------- | ----------------- | -------------------------------- | -------- |
| Поразка   | 2001 | Вімблдонський турнір | Трава    | Сантьяго Гонсалес | Френк Данцевич Джованні Лапентті | 1–6, 4–6 |

## Фінали ATP Челленджер і ITF Ф'ючерс

### Одиночний розряд: 20 (6–14)
| Легенда              |
| -------------------- |
| ATP Челленджер (1–5) |
| ITF Ф'ючерс (5–9)    |

| Фінали за покриттям |
| ------------------- |
| Тверде (6–10)       |
| Ґрунт (0–4)         |
| Трава (0–0)         |
| Килим (0–0)         |

| Результат | В-П  | Дата     | Турнір                            | Рівень     | Покриття | Суперник               | Рахунок            |
| --------- | ---- | -------- | --------------------------------- | ---------- | -------- | ---------------------- | ------------------ |
| Поразка   | 0–1  | Чер 2000 | Мексика F1, Гвадалахара (Мексика) | Ф'ючерс    | Ґрунт    | Алехандро Ернандес     | 3–6, 4–6           |
| Поразка   | 0–2  | Чер 2002 | Мексика F9, Ixtapa                | Ф'ючерс    | Тверде   | Мігель Гальярдо Вальєс | 3–6, 2–6           |
| Поразка   | 0–3  | Чер 2002 | Мексика F10, Bahias de Huatulco   | Ф'ючерс    | Тверде   | Карлос Берлок          | 3–6, 6–1, 3–6      |
| Поразка   | 0–4  | Чер 2003 | Мексика F6, Loreto                | Ф'ючерс    | Тверде   | Жуліо Сілва            | 3–6, 6–4, 3–6      |
| Поразка   | 0–5  | Тра 2004 | Мексика F4, Сьюдад Обрегон        | Ф'ючерс    | Тверде   | Алехандро Ернандес     | 5–7, 0–6           |
| Поразка   | 0–6  | Чер 2004 | Франція F9, Тулон                 | Ф'ючерс    | Ґрунт    | Карлос Берлок          | 3–6, 1–6           |
| Поразка   | 0–7  | Вер 2004 | Мексика F10, Комітан              | Ф'ючерс    | Тверде   | Ендрю Піотровскі       | 6–7(6–8), 4–6      |
| Поразка   | 0–8  | Жов 2004 | США F26, Ірвайн                   | Ф'ючерс    | Тверде   | Збинек Млинарік        | 1–6, 1–6           |
| Перемога  | 1–8  | Жов 2005 | Мексика F14, Монтеррей            | Ф'ючерс    | Тверде   | Віктор Ромеро          | 7–6(10–8), 6–2     |
| Перемога  | 2–8  | Жов 2005 | Мексика F16, Масатлан             | Ф'ючерс    | Тверде   | П'єрр-Людовік Дюкло    | 6–3, 6–4           |
| Поразка   | 2–9  | Лис 2005 | Пуебла, Мексика                   | Челленджер | Тверде   | Г'юго Армандо          | 6–2, 3–6, 6–7(1–7) |
| Перемога  | 3–9  | Лип 2006 | США F14, Чико                     | Ф'ючерс    | Тверде   | Джон Ізнер             | 7–6(9–7), 7–5      |
| Поразка   | 3–10 | Лип 2006 | Богота, Колумбія                  | Челленджер | Ґрунт    | Сантьяго Хіральдо      | 3–6, 6–1, 2–6      |
| Поразка   | 3–11 | Сер 2006 | Жоїнвіль, Бразилія                | Челленджер | Ґрунт    | Андре Гем              | 1–6, 4–6           |
| Перемога  | 4–11 | Січ 2007 | США F2, Маямі                     | Ф'ючерс    | Тверде   | Душан Вемич            | 6–2, 6–7(5–7), 7–5 |
| Перемога  | 5–11 | Лют 2007 | Мексика F1, Мехіко                | Ф'ючерс    | Тверде   | П'єррік Їсерн          | 6–4, 7–5           |
| Поразка   | 5–12 | Кві 2007 | Мехіко, Мексика                   | Челленджер | Тверде   | Жо-Вілфрід Тсонга      | 4–6, 6–2, 1–6      |
| Поразка   | 5–13 | Сер 2007 | Бронкс, США                       | Челленджер | Тверде   | Сем Варбург            | 3–6, 7–6(7–5), 3–6 |
| Перемога  | 6–13 | Бер 2008 | Леон, Мексика                     | Челленджер | Тверде   | Рікардо Мелло          | 3–6, 6–0, 7–6(8–6) |
| Поразка   | 6–14 | Тра 2009 | Мексика F4, Коацакоалькос         | Ф'ючерс    | Тверде   | Сесар Рамірес          | 3–6, 7–5, 2–6      |

### Парний розряд: 37 (22–15)
| Легенда              |
| -------------------- |
| ATP Челленджер (2–4) |
| ITF Ф'ючерс (20–11)  |

| Фінали за покриттям |
| ------------------- |
| Тверде (16–14)      |
| Ґрунт (6–1)         |
| Трава (0–0)         |
| Килим (0–0)         |

| Результат | В-П   | Дата     | Турнір                             | Рівень     | Покриття | Партнер                | Суперники                                    | Рахунок                |
| --------- | ----- | -------- | ---------------------------------- | ---------- | -------- | ---------------------- | -------------------------------------------- | ---------------------- |
| Перемога  | 1–0   | Чер 2000 | Мексика F2, Кампече (штат)         | Ф'ючерс    | Тверде   | Сантьяго Гонсалес      | Джек Брейсінгтон Хорхе Аро                   | 6–2, 4–6, 6–0          |
| Перемога  | 2–0   | Лис 2001 | Мексика F11, Леон                  | Ф'ючерс    | Тверде   | Сантьяго Гонсалес      | Джон Доран Ендрю Пейнтер                     | 7–6(7–5), 7–6(8–6)     |
| Перемога  | 3–0   | Бер 2002 | Мексика F1, Четумаль               | Ф'ючерс    | Тверде   | Сантьяго Гонсалес      | Ґуставо Маркассіо Патрісіо Руді              | 1–6, 6–1, 6–0          |
| Перемога  | 4–0   | Бер 2002 | Мексика F3, Агуаскальєнтес         | Ф'ючерс    | Ґрунт    | Сантьяго Гонсалес      | Хуан Пабло Бжезіцькі Ласаро Наварро-Батлес   | 6–4, 7–5               |
| Поразка   | 4–1   | Тра 2002 | Мексика F7, Loreto                 | Ф'ючерс    | Тверде   | Сантьяго Гонсалес      | Олександр Богомолов Трейс Філдінґ            | 3–6, 6–7(4–7)          |
| Перемога  | 5–1   | Чер 2002 | Мексика F9, Ixtapa                 | Ф'ючерс    | Тверде   | Сантьяго Гонсалес      | Родольфо Даруйч Ліонель Новіскі              | 6–3, 6–3               |
| Поразка   | 5–2   | Сер 2002 | Мексика F12, Тустла-Гутьєррес      | Ф'ючерс    | Тверде   | Сантьяго Гонсалес      | Кондо Хірокі Кеплер Орельяна                 | без гри                |
| Перемога  | 6–2   | Вер 2002 | Мексика F13, Селая                 | Ф'ючерс    | Ґрунт    | Сантьяго Гонсалес      | Рікардо Чіле-Фонте Херман Мальдонадо-Пінто   | 6–7(5–7), 6–4, 6–1     |
| Поразка   | 6–3   | Лис 2002 | Мексика F16, Сьюдад-Хуарес         | Ф'ючерс    | Ґрунт    | Сантьяго Гонсалес      | Хосе де Армас Ігнасіо Гонсалес-Кінг          | 5–7, 3–6               |
| Перемога  | 7–3   | Лис 2002 | Мексика F17, Сакатекас (штат)      | Ф'ючерс    | Тверде   | Сантьяго Гонсалес      | Адріан Гарсія Ігнасіо Гонсалес-Кінг          | 7–6(7–0), 6–1          |
| Поразка   | 7–4   | Бер 2003 | США F5, Гарлінген                  | Ф'ючерс    | Тверде   | Тревіс Реттенмаєр      | Равен Класен Гантлі Монтґомері               | без гри                |
| Перемога  | 8–4   | Чер 2003 | Мексика F6, Loreto                 | Ф'ючерс    | Тверде   | Сантьяго Гонсалес      | Бруно Соарес Тьяго Алвес                     | без гри                |
| Поразка   | 8–5   | Чер 2003 | Мексика F7, Loreto                 | Ф'ючерс    | Тверде   | Сантьяго Гонсалес      | Бруно Соарес Тьяго Алвес                     | 6–4, 3–6, 4–6          |
| Перемога  | 9–5   | Чер 2003 | Мексика F8, Торреон                | Ф'ючерс    | Тверде   | Гільєрмо Картер        | Марселло Амадор Мігель Гальярдо Вальєс       | 6–4, 3–6, 6–3          |
| Перемога  | 10–5  | Лип 2003 | Мексика F10, Акапулько             | Ф'ючерс    | Ґрунт    | Родріго Ечагарай       | Гільєрмо Картер Мігель Гальярдо Вальєс       | 5–7, 6–1, 7–6(7–5)     |
| Перемога  | 11–5  | Вер 2003 | Мексика F14, Керетаро              | Ф'ючерс    | Тверде   | Гантлі Монтґомері      | Сантьяго Гонсалес Алехандро Ернандес         | 1–6, 6–1, 7–5          |
| Поразка   | 11–6  | Вер 2003 | Мехіко, Мексика                    | Челленджер | Тверде   | Жан-Жульєн Роєр        | Гантлі Монтґомері Андрес Педросо             | 7–6(7–3), 5–7, 4–6     |
| Перемога  | 12–6  | Жов 2003 | Мексика F18, Сьюдад Обрегон        | Ф'ючерс    | Тверде   | Ґуставо Маркассіо      | Роналду Карвалю Лукас Енжіл                  | 6–4, 3–6, 7–5          |
| Перемога  | 13–6  | Лис 2003 | Мексика F20, Леон                  | Ф'ючерс    | Тверде   | Хорхе Аро              | Алехандро Ернандес Херардо Венегас-Ескаленте | 4–3 ret.               |
| Перемога  | 14–6  | Кві 2004 | Леон, Мексика                      | Челленджер | Тверде   | Мігель Гальярдо Вальєс | Фредерік Ніємеєр Тріпп Філліпс               | 6–4, 7–6(7–1)          |
| Перемога  | 15–6  | Тра 2004 | Мексика F6, Селая                  | Ф'ючерс    | Тверде   | Хорхе Аро              | Марсело Мело Габрієл Пітта                   | default                |
| Поразка   | 15–7  | Вер 2004 | Мексика F10, Комітан               | Ф'ючерс    | Тверде   | Мігель Гальярдо Вальєс | Віктор Ромеро Михайло Коган                  | 7–5, 3–6, 6–7(8–10)    |
| Перемога  | 16–7  | Жов 2004 | Мексика F15, Сьюдад Обрегон        | Ф'ючерс    | Тверде   | Мігель Гальярдо Вальєс | Гільєрмо Каррі Лаурі Кійскі                  | 6–3, 3–6, 7–6(7–5)     |
| Поразка   | 16–8  | Сер 2005 | Грамаду, Бразилія                  | Челленджер | Тверде   | Бріан Дабуль           | Мірко Пегар Горан Драгичевич                 | 3–6, 4–6               |
| Поразка   | 16–9  | Жов 2005 | Мексика F13, Торреон               | Ф'ючерс    | Тверде   | Карлос Паленсія        | Міхал Доманський Давід Олейнічак             | 4–6, 4–6               |
| Поразка   | 16–10 | Жов 2005 | Мексика F15, Сьюдад Обрегон        | Ф'ючерс    | Тверде   | Карлос Паленсія        | Джонатан Чу Алберто Франсіс                  | 6–2, 6–7(5–7), 2–6     |
| Поразка   | 16–11 | Жов 2005 | Мексика F16, Масатлан              | Ф'ючерс    | Тверде   | Данієль Лангре         | Річард Ірвін Давід Олейнічак                 | 6–7(4–7), 0–6          |
| Перемога  | 17–11 | Бер 2006 | Мексика F3, Четумаль               | Ф'ючерс    | Тверде   | Карлос Паленсія        | Миха Грегорць Маріо Вергара                  | 6–2, 6–1               |
| Поразка   | 17–12 | Бер 2006 | Мексика F4, Канкун                 | Ф'ючерс    | Тверде   | Карлос Паленсія        | Джонсон Гарсія Йоні Ромеро                   | 3–6, 2–6               |
| Перемога  | 18–12 | Тра 2006 | Мексика F7, Гвадалахара (Мексика)  | Ф'ючерс    | Ґрунт    | П'єрр-Людовік Дюкло    | Віктор Ромеро Едуардо Перальта-Тельйо        | 6–3, 6–3               |
| Перемога  | 19–12 | Лип 2006 | США F14, Чико                      | Ф'ючерс    | Тверде   | Даніель Гарса          | Джон Ізнер Роббі Пул                         | 6–4, 6–4               |
| Поразка   | 19–13 | Лис 2006 | Пуебла, Мексика                    | Челленджер | Тверде   | Горія Текеу            | Даніель Гарса Жан-Жульєн Роєр                | 7–6(8–6), 3–6, [7–10]  |
| Перемога  | 20–13 | Лют 2007 | Мексика F1, Мехіко                 | Ф'ючерс    | Тверде   | Александар Власький    | Хуан-Пабло Амадо Андрес Мольтені             | 6–4, 7–5               |
| Перемога  | 21–13 | Чер 2007 | Фюрт, Німеччина                    | Челленджер | Ґрунт    | Андре Гем              | Фабіо Фоніні Фред Жіл                        | 7–6(7–1), 4–6, [13–11] |
| Поразка   | 21–14 | Лис 2007 | Пуебла, Мексика                    | Челленджер | Тверде   | Сантьяго Гонсалес      | Давід Олейнічак Рафаел Дюрек                 | 2–6, 6–7(6–8)          |
| Поразка   | 21–15 | Жов 2009 | Мексика F11, Монтеррей             | Ф'ючерс    | Тверде   | Даніель Гарса          | Бретт Джолсон Ашвін Кумар                    | 4–6, 2–6               |
| Перемога  | 22–15 | Лис 2009 | Мексика F14, Гвадалахара (Мексика) | Ф'ючерс    | Ґрунт    | Мігель Гальярдо Вальєс | Вашек Поспішил Ашвін Кумар                   | 3–6, 6–2, [10–6]       |